# Microhyla sholigari
Microhyla sholigari es una especie  de anfibios de la familia Microhylidae.

## Distribución geográfica
Se encuentra al sur de la India. 

## Estado de conservación
Se encuentra amenazada de extinción por la pérdida de su hábitat natural.